# اللغة المصرية
اللغة المصرية أو المصرية القديمة (المصرية القديمة: 𓂋𓏺𓈖 𓆎𓅓𓏏𓊖 r n km.t) هي لغة أفرو آسيوية منقرضة تم التحدث بها في مصر القديمة. وهي معروفة اليوم من خلال مجموعة كبيرة من النصوص الباقية والتي أصبحت متاحة للعالم الحديث بعد فك رموز النصوص المصرية القديمة في أوائل القرن التاسع عشر. اللغة المصرية هي واحدة من أقدم اللغات المكتوبة، حيث تم تسجيلها أولاً بالخط الهيروغليفي في أواخر الألفية الرابعة قبل الميلاد. وهي أيضًا أطول لغة بشرية مصدق عليها، مع سجل مكتوب يمتد لأكثر من 5000 عام. يُعرف شكلها الكلاسيكي باسم اللغة المصرية الوسطى، وهي اللغة العامية للمملكة المصرية الوسطى والتي ظلت اللغة الأدبية لمصر حتى عصر البطالمة والعصر الروماني. بحلول وقت العصور القديمة الكلاسيكية، تطورت اللغة المنطوقة إلى ديموطيقية، وبحلول العصر الروماني كانت قد تنوعت إلى اللهجات القبطية. حلت اللغة العربية محل اللغة القبطية في النهاية بعد الفتح الإسلامي لمصر، على الرغم من أن اللغة القبطية البحيرية لا تزال قيد الاستخدام كلغة طقسية للكنيسة القبطية.

## تصنيف

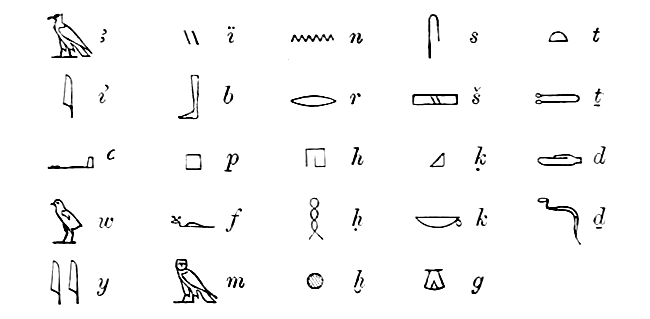
حروف الكتابة الهيروغليفية في مصر القديمة

تنتمي اللغة المصرية إلى عائلة اللغات الأفروآسيوية. من بين الفروع الأفروآسيوية الأخرى، اقترح علماء اللغة بشكل مختلف أن اللغة المصرية تشترك في صلاتها الأكبر مع اللغات البربرية والسامية، وخاصة العبرية. ومع ذلك، جادل علماء آخرون بأن اللغة المصرية تشترك في روابط لغوية أوثق مع مناطق شمال شرق إفريقيا.
على الرغم من أن اللغة المصرية هي أقدم لغة أفروآسيوية موثقة في شكل مكتوب، إلا أن مخزونها الصرفي مختلف تمامًا عن بقية اللغات الأفروآسيوية بشكل عام، واللغات السامية على وجه الخصوص. هناك احتمالات متعددة: اللغة المصرية قد خضعت بالفعل لتغييرات جذرية من أفروآسيوية الأولية قبل تسجيلها. تمت دراسة الأسرة الأفروآسيوية حتى الآن بنهج تمحور حول السامية بشكل مفرط.

## التاريخ
تقسم اللغة المصرية تقليديًا إلى ستة أقسام كرونولوجية رئيسية:

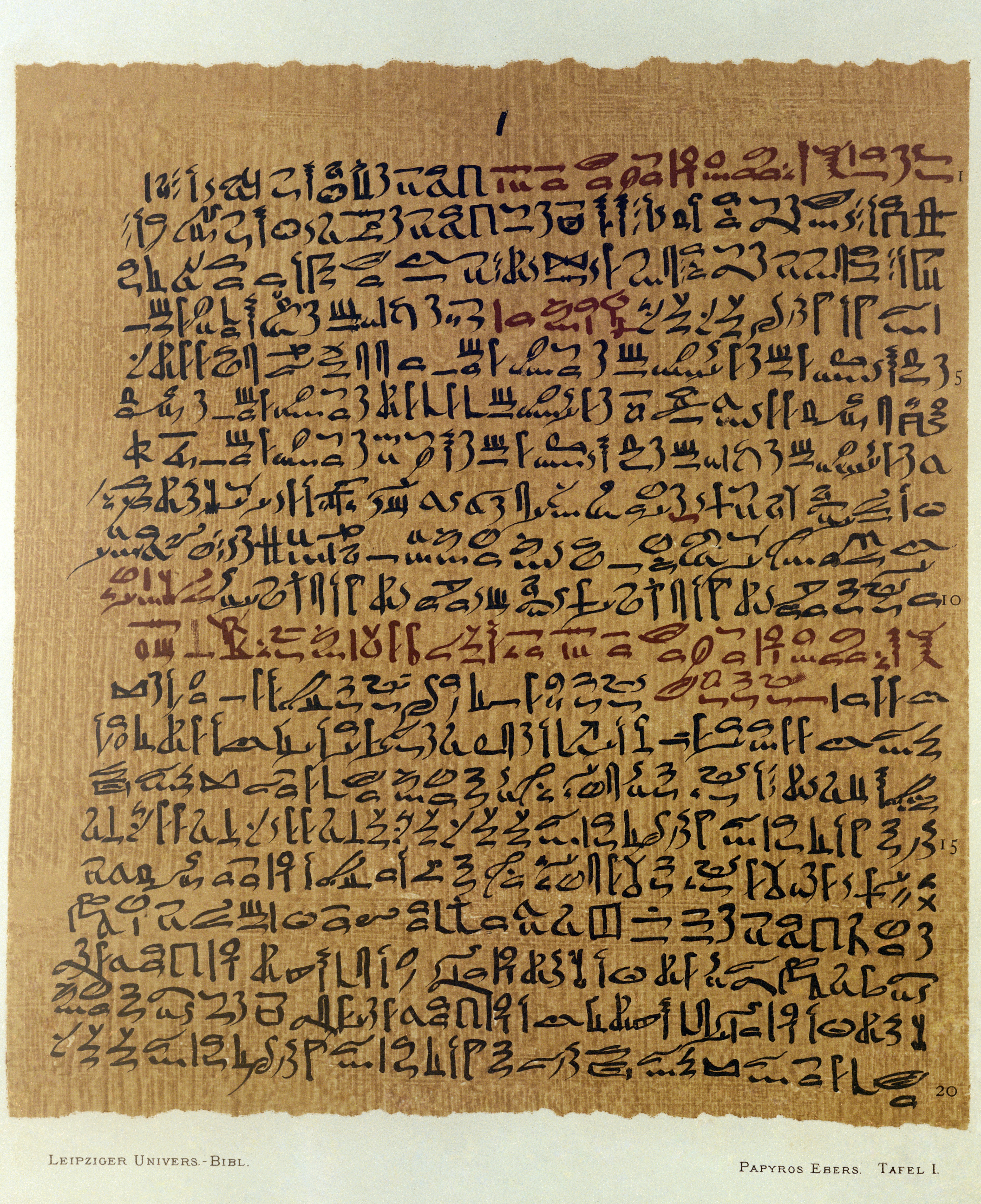
بردية إبيرس ، مخطوطة بالهيروغليفية المصرية لعلاج النقرس.

- المصرية العتيقة (قبل 2600 قبل الميلاد)، اللغة المعاد بناؤها في فترة الأسرات المبكرة،
- المصرية القديمة (حوالي 2600 - 2000 قبل الميلاد)، لغة المملكة المصرية القديمة،
- اللغة المصرية الوسطى (حوالي 2000 - 1350 قبل الميلاد)، لغة المملكة المصرية الوسطى إلى أوائل الإمبراطورية المصرية واستمرارها كلغة أدبية حتى القرن الرابع،
- المصرية المتأخرة (1350 - 700 قبل الميلاد)، فترة العمارنة حتى الفترة الانتقالية الثالثة،
- الديموطيقية (حوالي 700 ق.م - 400 م)، العامية في العصر المتأخر، البطلمي ومصر الرومانية المبكرة،
- القبطية (بعد حوالي 200 م)، واللغة العامية في وقت التنصير، واللغة الليتورجية للمسيحية المصرية.

تمت كتابة كل من اللغة المصرية القديمة والوسطى والمتأخرة باستخدام كل من الأبجدية الهيروغليفية والهيراطيقية. الديموطيقية هو اسم النص المشتق من الكتابة الهيراطيقية في القرن السابع قبل الميلاد.
الأبجدية القبطية مشتقة من الأبجدية اليونانية، مع تعديلات لعلم الأصوات المصرية. تم تطويره لأول مرة في العصر البطلمي، واستبدل الخط الديموطيقي تدريجيًا في حوالي القرنين الرابع والخامس من العصر المسيحي.

### المصرية القديمة
مصطلح «المصرية القديمة» محجوز في بعض الأحيان للاستخدام المبكر للهيروغليفية، من أواخر الرابع وحتى أوائل الألفية الثالثة قبل الميلاد. في المرحلة الأولى حوالي عام 3300 قبل الميلاد، لم تكن الكتابة الهيروغليفية نظام كتابة متطورًا بالكامل، حيث كانت في مرحلة انتقالية من الكتابة الأولية. خلال الفترة التي سبقت القرن السابع والعشرين قبل الميلاد، يمكن رؤية السمات النحوية مثل تشكيل النسب والمثنى والجمع.

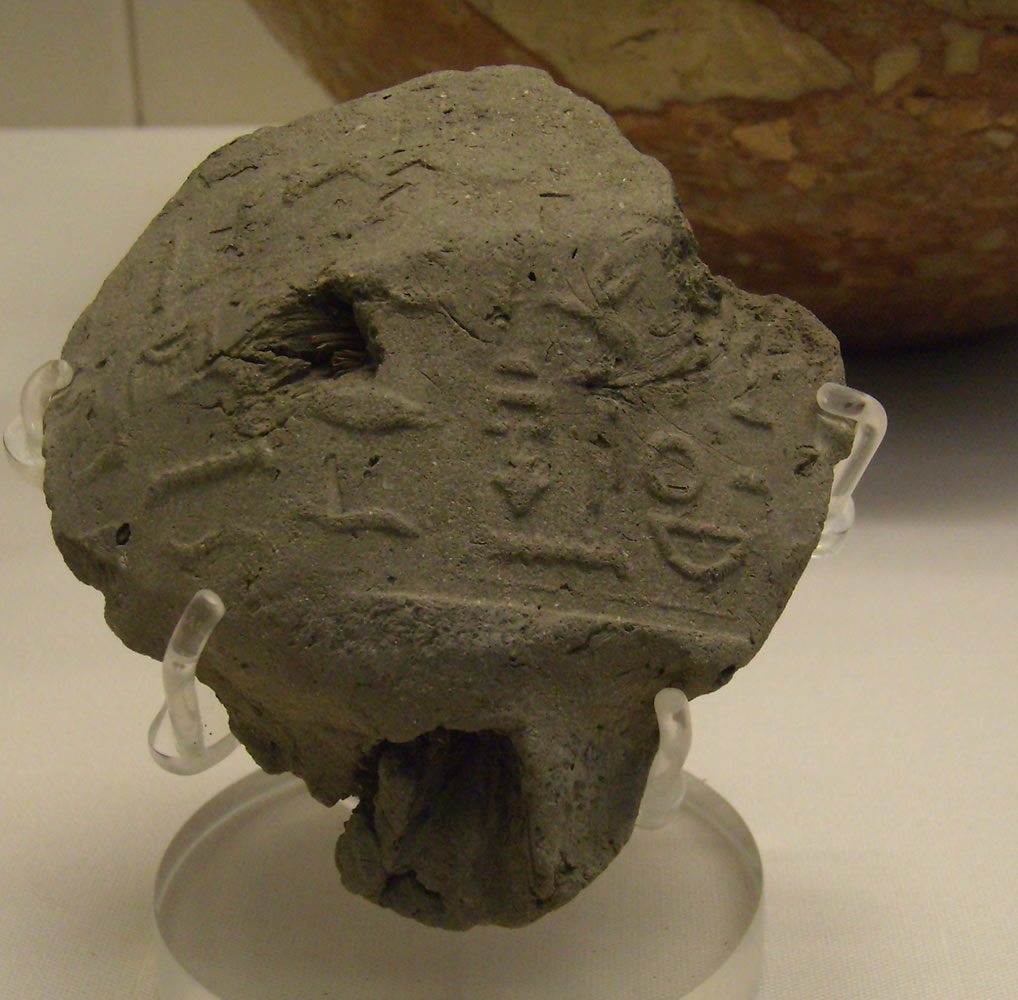
ختم من مقبرة سث-بر إيب سن يحمل أول جملة كاملة مصرية قديمة.

يرجع تأريخ اللغة المصرية القديمة إلى أقدم جملة كاملة معروفة، بما في ذلك الفعل المحدود الذي تم العثور عليه. اكتُشف في قبر بر إيب سن (بتاريخ 2690 قبل الميلاد).
ظهرت نصوص كثيرة من حوالي 2600 قبل الميلاد. نصوص الأهرام هي أكبر مجموعة مؤلفات مكتوبة في هذه المرحلة من اللغة. تتمثل إحدى خصائصه المميزة في مضاعفة الأيدوجرامات والتسجيلات الصوتية والمحددات ثلاث مرات للإشارة إلى الجمع. بشكل عام، لا تختلف بشكل كبير عن المرحلة المصرية الوسطى، المرحلة الكلاسيكية للغة، على الرغم من أنها تستند إلى لهجة مختلفة.
في فترة الأسرة الثالثة (حوالي 2650 - 2575 قبل الميلاد)، تم تنظيم العديد من مبادئ الكتابة الهيروغليفية. من ذلك الوقت فصاعدًا، حتى حلت نسخة مبكرة من النص القبطي محل النص القبطي (حوالي القرنين الثالث والرابع)، ظل النظام دون تغيير تقريبًا. حتى عدد العلامات المستخدمة ظل ثابتًا عند حوالي 700 منذ أكثر من 2000 عام.
اللغة المصرية القديمة معروفة من أول جملة كاملة تحتوي على فعل، يغثر عليها. وقد وجدت في مقبرة ست-بريبسن ويرجع تاريخها إل نحو 2690 قبل الميلاد. تقرأ طبعة الختم:
| d · D | n · f |

| d · D | n · f |

| N19 · n |

| N19 · n |

| G38 · f |

| G38 · f |

| M23 · L2 · t · t |

| M23 · L2 · t · t |

| O1 · F34 | s · n |

| O1 · F34 | s · n |
تقرأ هنا من اليسار إلى اليمين، ومعناها:
«بر إيب سن  ملك القطرين (الشمالي والجنوبي) وحّد القطرين لإبنه.»

### المصرية الوسطى
تحدثت اللغة المصرية الوسطى لمدة 700 عام تقريبًا، بدءًا من حوالي 2000 قبل الميلاد بصفتها البديل الكلاسيكي للمصريين، فإن اللغة المصرية الوسطى هي أفضل تنوع موثق للغة، وقد اجتذبت أكبر قدر من الاهتمام بعيدًا عن علم المصريات. في حين يُنظر إلى معظم اللغة المصرية الوسطى مكتوبة على الآثار بالهيروغليفية، فقد تمت كتابتها أيضًا باستخدام متغير متصل، وما يتصل بها من الهيراطيقية.
أصبحت اللغة المصرية الوسطى متاحًا لأول مرة للدراسات الحديثة مع فك رموز الهيروغليفية في أوائل القرن التاسع عشر. نشر أدولف إيرمان أول قواعد النحو في اللغة المصرية الوسطى في عام 1894، وتجاوزها في عام 1927 عمل ألان جاردنر. أصبحت اللغة المصرية الوسطى مفهومة جيدًا منذ ذلك الحين، على الرغم من أن بعض نقاط التصريف اللفظي ظلت مفتوحة للمراجعة حتى منتصف القرن العشرين، ولا سيما بسبب مساهمات هانس ياكوب بولوتسكي.
يُعتقد أن المرحلة المصرية الوسطى قد انتهت في حوالي القرن الرابع عشر قبل الميلاد، مما أدى إلى ظهور العصر المصري المتأخر. حدث هذا التحول في الفترة الأخيرة من الأسرة المصرية الثامنة عشرة (المعروفة باسم فترة العمارنة). تم الاحتفاظ بالمصرية الوسطى كلغة أدبية قياسية، وفي هذا الاستخدام استمر حتى تنصير مصر الرومانية في القرن الرابع بعد الميلاد.

### المصرية المتأخرة
ظهرت اللغة المصرية المتأخرة حوالي عام 1350 قبل الميلاد، وتم تمثيلها بمجموعة كبيرة من الأدب الديني والعلماني، والتي تضم أمثلة مثل قصة ون آمون، وقصائد الحب لبرديات تشيستر-بيتي الأولى، وتعليمات آني. أصبحت التعليمات نوعًا أدبيًا شائعًا في الإمبراطورية المصرية، والتي اتخذت شكل نصيحة حول السلوك السليم. كانت اللغة المصرية المتأخرة هي أيضًا لغة إدارة الإمبراطورية المصرية.
كما عثر علماء المصريات بالقرب من دير المدينة بالأقصر على أعداد كبيرة من الشقفات الفخارية والحجرية مكتوب عليها بالهيروغليفية، مكتوبة بشأن تعاملات يومية بين الناس ومن ضمنها بعض الخطابات تعطي فكرة عن الأحوال اليومية للناس في ذلك العهد.

### الديموطيقية والقبطية

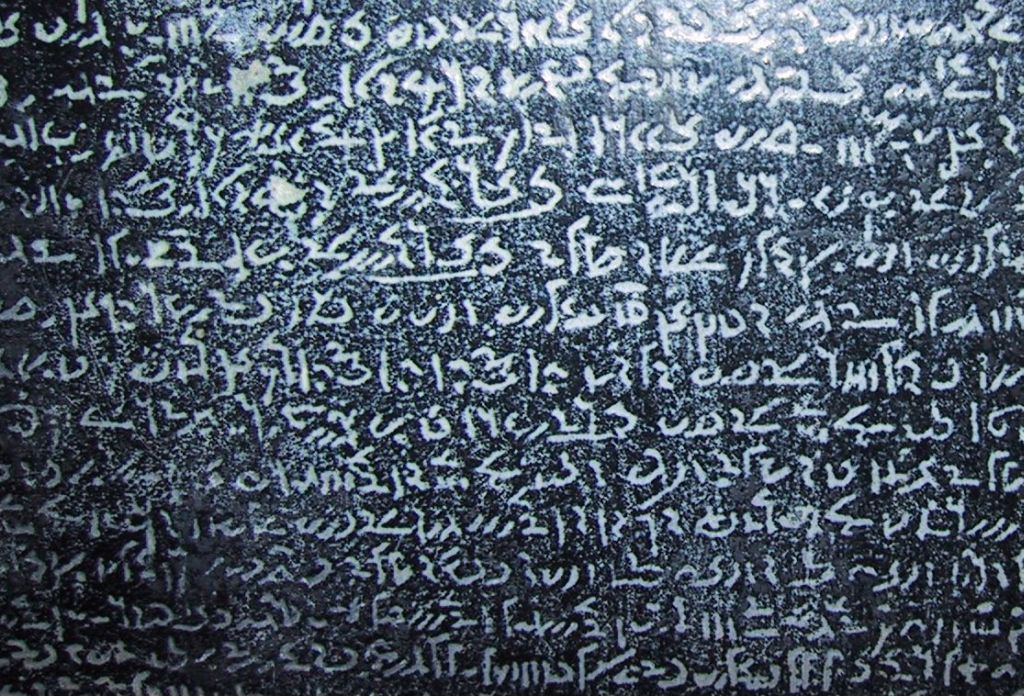
الكتابة الديموطيقية من حجر رشيد

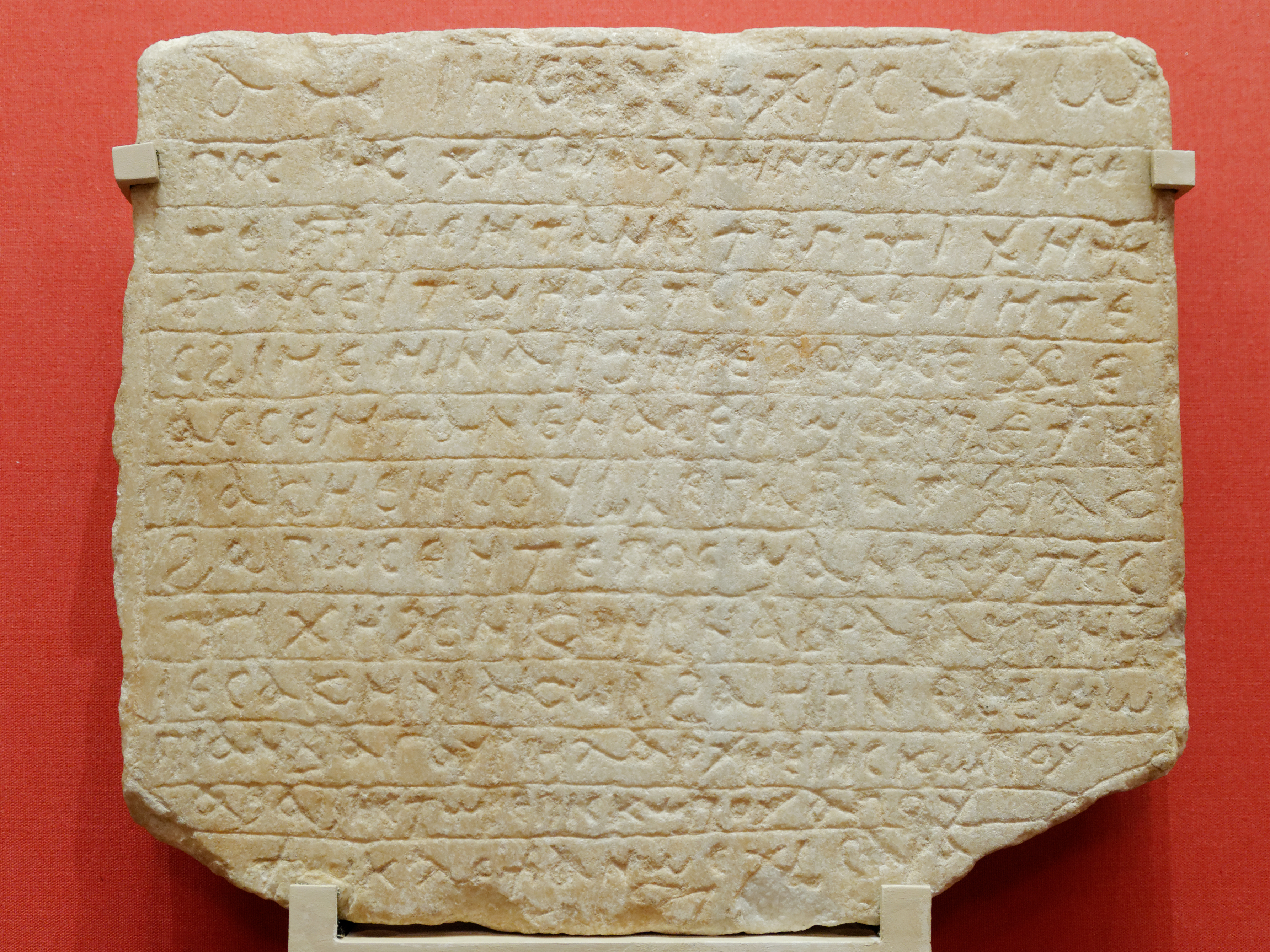
لوحة من القرن العاشر بعد الميلاد مكتوبة بالخط القبطي, بمتحف اللوفر.

الديموطيقية هو الاسم الذي يطلق على النص المصري المستخدم لكتابة كل من اللغة المصرية العامية في الفترة المتأخرة من القرن الثامن قبل الميلاد، وكذلك النصوص في الأشكال القديمة للغة. كانت مكتوبة بخط مشتق من مجموعة شمالية متنوعة من الكتابة الهيراطيقية. آخر دليل على المصرية القديمة بالديموطيقية هو رسم مكتوب عام 452 بعد الميلاد. ولكن الديموطيقية كانت تستخدم في الكتابة العامية قبل وبالتوازي مع الخط القبطي في جميع أنحاء المملكة البطلمية المبكرة حتى حلت محلها الأبجدية القبطية بالكامل.
القبطية هو الاسم الذي أطلق على اللغة المصرية المتأخرة عندما كانت تكتب بالأبجدية اليونانية. الأبجدية القبطية ازدهرت من وقت المسيحية المبكرة (31 / 33-324) لكنها ظهرت لأول مرة خلال الفترة الهلنستية حوالي القرن الثالث قبل الميلاد. لقد نجت حتى فترة القرون الوسطى.
بحلول القرن السادس عشر، تضاءل عدد الأقباط بسرعة بسبب اضطهاد المسيحيين الأقباط تحت حكم المماليك. ربما نجت في الريف المصري كلغة منطوقة لعدة قرون بعد ذلك. بقيت اللغة القبطية كلغة طقسية للكنيسة القبطية الأرثوذكسية والكنيسة القبطية الكاثوليكية.

#### اللغة المصرية واللغات الحامِيَّة
بما أن اللغة المصرية لغة حامِيَّة شرقية أي لغة شمال أفريقية فإن أكثر اللغات قرابة إليها هي اللغة الأمازيغية والتي تعتبر لغة حامِيَّة غربية في دول شمال غرب أفريقيا. وبالتالي فهناك قرابة وثيقة بين اللغة المصرية القديمة واللغات الأفريقية الآسيوية الأخرى فنجد كلمات كثيرة في اللغات الحديثة مشتركة مع اللغة المصرية القديمة، مثل: أمير، ختم أو خاتم أو فعل «ختم» بمعنى أنهى، وشونة (القمح)، أصبع، واحة، يمين، حساب، وغيرها. كما وصلت بعض الكلمات إلى أوروبا وتستخدم حتى يومنا هذا في اللغات الأوروبية المختلفة مثل: جم بمعنى جمي (gummi) أو مطاط، وكلمة پاريس (paris) بمعنى بيت إيزيس حيث أن بيت في اللغة المصرية هو «پر» وقد أطلق أولاً على المدينة باريس المصرية في الواحات الخارجة حيث يوجد معبد إيزيس المصري بها وعند احتلال الرومان لكل من مصر وفرنسا ونشرهم لعبادة إيزيس وبنائهم لمعابدها في ربوع الإمبراطورية الرومانية فقد أطلقوا على باريس الفرنسية هذا الاسم بعد بناء معبد إيزيس الروماني بها تشبيها لها بباريس المصرية، وكلمة (adobe) بمعنى حجر أساس، وكلمة نطرون (natron) الذي كان يستخدمة المصري القديم في تحنيط الموتى، وغيرها الكثير من ألاف الكلمات الأخرى.
وهناك لغات أفريقية جنوبية أخرى قريبة من المصرية جغرافياً وأخذوا منها بعض الكلمات مثل اللغتين النوبية والبجاوية ولكنهما تختلفان عن اللغة المصرية تماماً لأن اللغة النوبية لغة نيلوتية من فرع اللغات النيلية التي لا تنتسب لهم اللغة المصرية الحامِيَّة الشمال أفريقية، بينما اللغة البجاوية لغة كوشية أفريقية.